# Veronika Šarec
Veronika Šarec, slovenska alpska smučarka, * 8. maj 1968.
Veronika Šarec, znana tudi kot »vedno četrta«, je bila aktivna v smučanju do 1992, ko je končala kariero zaradi poškodb. 
Na stopničkah tekem svetovnega pokala je stala sedemkrat.

## Dosežki

### Svetovni pokal

#### Zmage (1)
| Št. | Sezona  | Datum           | Lokacija                  | Disciplina |
| --- | ------- | --------------- | ------------------------- | ---------- |
| 1.  | 1989-90 | 14. januar 1990 | Haus im Ennstal, Avstrija | Slalom     |

### Olimpijske igre
- Olimpijske igre 1984 (veleslalom, 20. mesto)
- Olimpijske igre 1988 (slalom, odstopila)
- Olimpijske igre 1988 (veleslalom, odstopila)
- Olimpijske igre 1988 (superveleslalom, 27. mesto)
- Olimpijske igre 1992 (slalom, odstopila)

### Svetovno prvenstvo
- SP 1991 - Saalbach-Hinterglemm: (veleslalom, 4. mesto)